# Handwechsel
Der Handwechsel ist ein Begriff aus dem Reitsport.
In der Reitbahn wird hiermit der Wechsel der Bewegungsrichtung vom Uhrzeigersinn (rechte Hand) in den Gegenuhrzeigersinn (linke Hand) oder umgekehrt bezeichnet. Auf der „linken Hand“ befindet sich der Reiter, wenn seine linke Hand zum Bahninneren zeigt, also die Abgrenzung rechts von ihm liegt. Auf der „rechten Hand“ befindet sich der Reiter, wenn seine rechte Hand zum Bahninneren zeigt, also die Abgrenzung links von ihm liegt.
Allgemein wird der Begriff auf das Reiten von gebogenen Linien übertragen, wobei die Seite in Richtung des Kurvenmittelpunkts die entscheidende ist. So wird beispielsweise beim Reiten einer Schlangenlinie an jedem Wendepunkt die Hand gewechselt.

## Durchführung eines Handwechsels in der Reitbahn
Es stehen zum Wechseln der Hand verschiedene Bahnfiguren oder Lektionen zur Auswahl. Je nach Ausbildungsstand von Reiter/Fahrer und Pferd sowie dem gewünschten Trainingseffekt wird eine Variante gewählt. Die Hand kann aber auch entsprechend beliebigen Figuren gewechselt werden, die keine offiziellen Bahnfiguren sind.
Die üblichen Bahnfiguren zum Wechseln der Hand sind die folgenden.
- Durch die ganze Bahn Wechseln
- Durch die halbe Bahn Wechseln
- Durch die Länge der Bahn Wechseln
- Aus dem Zirkel Wechseln
- Durch den Zirkel Wechseln
- Aus der Ecke Kehrt / Kehrtvolte

Die wichtigsten Lektionen zum Wechseln der Hand sind die folgenden.
- Vorhandwendung
- Hinterhandwendung / Kurzkehrt

Entsprechend den Bahnregeln haben die Reiter Vorrang, die sich auf der linken Hand befinden. Es ist üblich, sich auf eine Hand zu einigen, wenn mehrere Reiter gleichzeitig, ungeübte Reiter oder junge Pferde in der Bahn sind.

## Handwechsel im Leichttraben
Wird im Trab leicht getrabt, so entlastet der Reiter den Sattel im Takt der Bewegung des Pferdes. Da der Trab ein Zweiertakt ist, gibt es zwei Varianten, je nachdem, ob der Reiter einsitzt, wenn das linke oder rechte Hinterbein des Pferdes vorgreift. Greift das linke Hinterbein nach vorne, so trabt der Reiter auf dem linken Fuß (und andersherum). Beim Reiten in der Reitbahn (auch auf größeren Reitplätzen) wird ohne Ausnahme auf dem richtigen Fuß, also dem zur Richtung (Hand) passenden, getrabt.
Im Falle eines Handwechsels muss umgesessen werden. Jeder Handwechsel ist also mit einem Fußwechsel verbunden. Der Reiter bleibt dazu einen zusätzlichen Takt sitzen, bevor er den Sattel wieder entlastet.
Auch beim Reiten außerhalb einer Reitbahn, z. B. im Gelände, sollte öfter der Fuß gewechselt werden, um eine einseitige Belastung des Pferdes zu verhindern.

## Handwechsel im Galopp
Der Galopp ist eine Besonderheit, da er in zwei Erscheinungsformen als Rechtsgalopp und Linksgalopp auftritt. Geht das Pferd auf der rechten Hand im Rechtsgalopp (bzw. auf der linken Hand im Linksgalopp), so spricht man von Handgalopp. Geht das Pferd auf der linken Hand im Rechtsgalopp (bzw. auf der rechten Hand im Linksgalopp), so spricht man von Außengalopp.
Wird im Galopp ein Handwechsel durchgeführt, so müssen die folgenden Varianten unterschieden werden:
- Wechsel von Handgalopp zu Handgalopp mit Galoppwechsel
- Wechsel von Außengalopp zu Außengalopp mit Galoppwechsel
- Wechsel von Handgalopp zu Außengalopp ohne Galoppwechsel
- Wechsel von Außengalopp zu Handgalopp ohne Galoppwechsel

Alle Varianten werden in Dressurprüfungen auf Pferdeleistungsschauen verlangt.